# Diocesi di Kyoto
La diocesi di Kyoto (in latino Dioecesis Kyotensis) è una sede della Chiesa cattolica in Giappone suffraganea dell'arcidiocesi di Osaka-Takamatsu. Nel 2021 contava 17.954 battezzati su 7.071.427 abitanti. È retta dal vescovo Paul Yoshinao Otsuka.

## Territorio
La diocesi comprende le prefetture di Kyoto, Mie, Nara e Shiga.
Sede vescovile è la città di Kyoto, dove si trova la cattedrale di San Francesco Saverio.
Il territorio è suddiviso in 46 parrocchie.

## Storia
La prefettura apostolica di Kyoto fu eretta il 17 giugno 1937 con la bolla Quidquid ad spirituale di papa Pio XI, ricavandone il territorio dalla diocesi di Osaka (oggi arcidiocesi di Osaka-Takamatsu).
Il 12 luglio 1951 la prefettura apostolica è stata elevata a diocesi con la bolla Inter supremi di papa Pio XII. Contestualmente ingrandì il proprio territorio a spese di quello della diocesi di Osaka.
Originariamente suffraganea dell'arcidiocesi di Tokyo, il 24 giugno 1969 è entrata a far parte della provincia ecclesiastica di Osaka (oggi Osaka-Takamatsu).

## Cronotassi dei vescovi
Si omettono i periodi di sede vacante non superiori ai 2 anni o non storicamente accertati.
- Patrick James Byrne, M.M. † (19 marzo 1937 - 10 ottobre 1940 dimesso)
  - Sede vacante (1940-1945)
- Paul Yoshiyuki Furuya † (13 dicembre 1945 - 8 luglio 1976 dimesso)
- Raymond Ken'ichi Tanaka † (8 luglio 1976 - 3 marzo 1997 dimesso)
- Paul Yoshinao Otsuka, dal 3 marzo 1997

## Statistiche
La diocesi nel 2021 su una popolazione di 7.071.427 persone contava 17.954 battezzati, corrispondenti allo 0,3% del totale.
| anno | popolazione | popolazione | popolazione | presbiteri | presbiteri | presbiteri | presbiteri                | diaconi | religiosi | religiosi | parrocchie |
| anno | battezzati  | totale      | %           | numero     | secolari   | regolari   | battezzati per presbitero | diaconi | uomini    | donne     | parrocchie |
| ---- | ----------- | ----------- | ----------- | ---------- | ---------- | ---------- | ------------------------- | ------- | --------- | --------- | ---------- |
| 1949 | 3.017       | 5.040.000   | 0,1         | 29         | 24         | 5          | 104                       |         | 6         | 39        | 9          |
| 1970 | 18.819      | 5.447.000   | 0,3         | 106        | 20         | 86         | 177                       |         | 105       | 309       | 51         |
| 1980 | 19.690      | 6.450.275   | 0,3         | 86         | 18         | 68         | 228                       |         | 80        | 272       | 60         |
| 1990 | 20.609      | 6.984.017   | 0,3         | 77         | 14         | 63         | 267                       |         | 71        | 290       | 60         |
| 1999 | 19.972      | 7.255.585   | 0,3         | 78         | 20         | 58         | 256                       |         | 66        | 253       | 59         |
| 2000 | 19.703      | 7.291.929   | 0,3         | 78         | 18         | 60         | 252                       |         | 67        | 263       | 58         |
| 2001 | 19.793      | 7.288.548   | 0,3         | 75         | 17         | 58         | 263                       |         | 67        | 258       | 57         |
| 2002 | 19.027      | 7.289.567   | 0,3         | 74         | 17         | 57         | 257                       |         | 66        | 251       | 57         |
| 2003 | 18.981      | 7.309.646   | 0,3         | 69         | 17         | 52         | 275                       |         | 59        | 256       | 57         |
| 2004 | 19.198      | 7.314.195   | 0,3         | 73         | 17         | 56         | 262                       |         | 64        | 250       | 57         |
| 2013 | 18.096      | 7.177.069   | 0,3         | 72         | 16         | 56         | 251                       |         | 72        | 182       | 56         |
| 2016 | 18.259      | 7.236.492   | 0,3         | 67         | 14         | 53         | 272                       |         | 60        | 174       | 53         |
| 2019 | 18.010      | 7.135.106   | 0,3         | 66         | 15         | 51         | 272                       |         | 58        | 166       | 46         |
| 2021 | 17.954      | 7.071.427   | 0,3         | 47         | 20         | 27         | 382                       |         | 32        | 146       | 46         |